# Rainer Stenius
Rainer Konrad Stenius (né le 19 mars 1943 à Helsinki, et mort le 5 décembre 2014 à Espoo) est un athlète finlandais spécialiste du saut en longueur. Il mesure 1,85 m pour 85 kg.

## Biographie

### Palmarès
| Date | Compétition           | Lieu     | Résultat | Performance |
| ---- | --------------------- | -------- | -------- | ----------- |
| 1962 | Championnats d'Europe | Belgrade | 2e       | 7,85 m      |
| 1966 | Championnats d'Europe | Budapest | 5e       | 7,68 m      |

### Records
| Épreuve          | Performance | Lieu         | Date              |
| ---------------- | ----------- | ------------ | ----------------- |
| 100 mètres       | 10 s 9      | Helsinki     | 15 septembre 1963 |
| 200 mètres       | 22 s 1      | Lappeenranta | 15 septembre 1965 |
| Saut en longueur | 8,16 m      | Los Angeles  | 6 mai 1966        |
| Triple saut      | 14,57 m     | Fresno       | 1er mai 1965      |
| Lancer du disque | 40,18 m     | Los Angeles  | 20 mars 1965      |